# Pseudomiza castanearia
Pseudomiza castanearia là một loài bướm đêm trong họ Geometridae.